# Владиславув (гміна Ілув)
Владиславув (пол. Władysławów) — село в Польщі, у гміні Ілув Сохачевського повіту Мазовецького воєводства.
Населення — 75 осіб (2011).
У 1975-1998 роках село належало до Плоцького воєводства.

## Демографія
Демографічна структура станом на 31 березня 2011 року:
|          | Загалом | Допрацездатний вік | Працездатний вік | Постпрацездатний вік |
| -------- | ------- | ------------------ | ---------------- | -------------------- |
| Чоловіки | 43      | 11                 | 26               | 6                    |
| Жінки    | 32      | 3                  | 19               | 10                   |
| Разом    | 75      | 14                 | 45               | 16                   |